# George Kearsley Shaw
George Kearsley Shaw (Bierton, Buckinghamshire, 10 de dezembro de 1751 – Londres, 22 de julho de 1813) foi um botânico e zoólogo britânico.
Foi eleito membro da Royal Society em 1789.
Shaw publicou uma das primeiras descrições em inglês de animais australianos comuns, na sua obra Zoology of New Holland (1794). Foi um dos primeiros cientistas a examinar um ornitorrinco e publicou a primeira descrição científica desta espécie em The Naturalist's Miscellany (1799).

## Publicações
- Museum Leverianum, (1792-1796)
- General Zoology, or Systematic Natural History (16 vol.) (1809-1826) (volumes IX até XVI por James Francis Stephens)
- The Naturalist's Miscellany: Or, Coloured Figures Of Natural Objects; Drawn and Described Immediately From Nature (1789-1813) com Frederick Polydore Nodder.